# 蒙雷阿莱主教座堂
38°4′54.69″N 13°17′31.44″E / 38.0818583°N 13.2920667°E

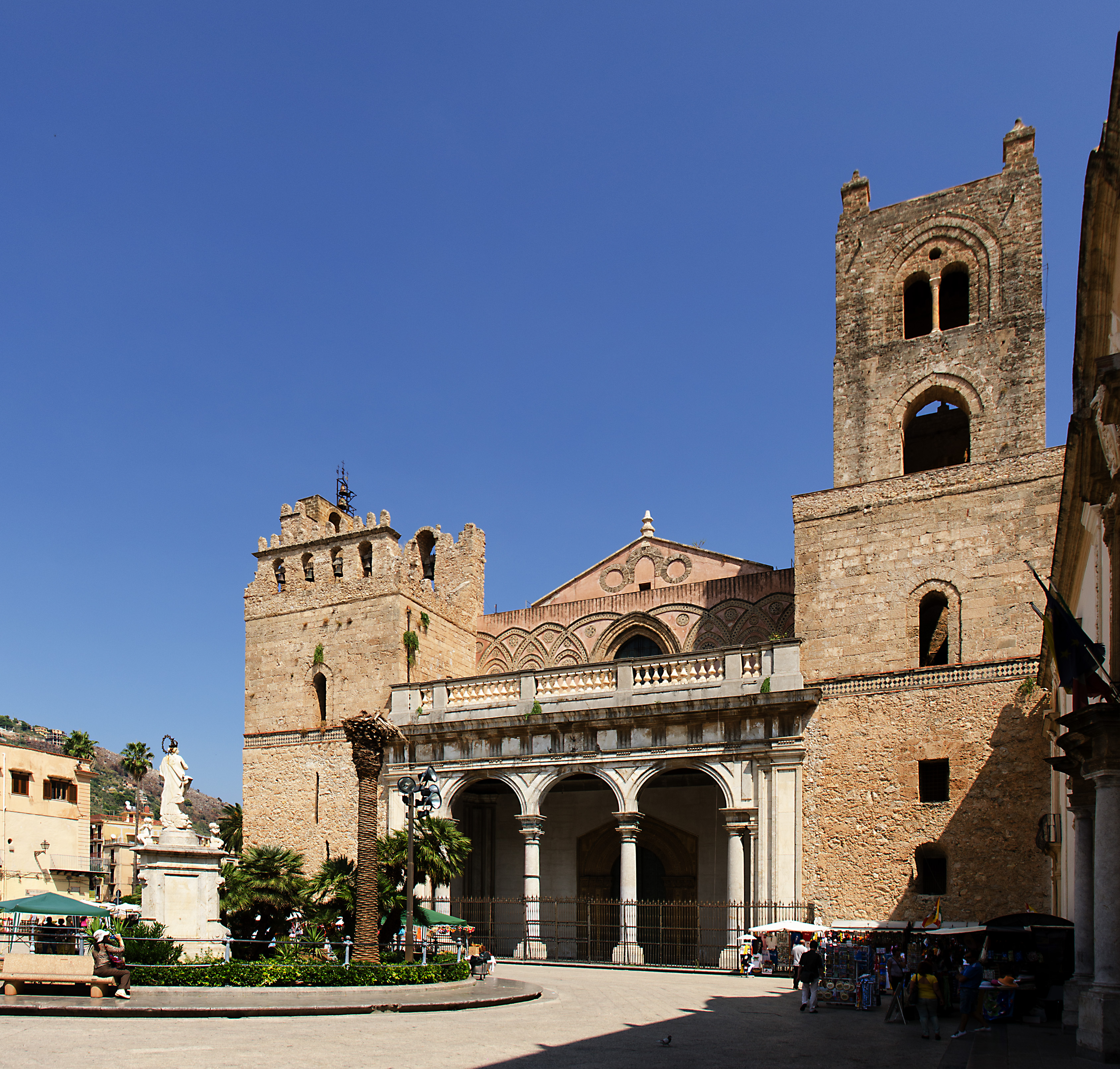
立面

新圣母主教座堂（Cattedrale di Santa Maria Nuova）是天主教蒙雷阿莱总教区的主教座堂，位于意大利巴勒莫省蒙雷阿莱。
该堂由诺曼西西里王国国王古列尔莫二世（1166-1189年在位）建于1174年，以堂内丰富的拜占庭马赛克装饰而著称。

## 画廊

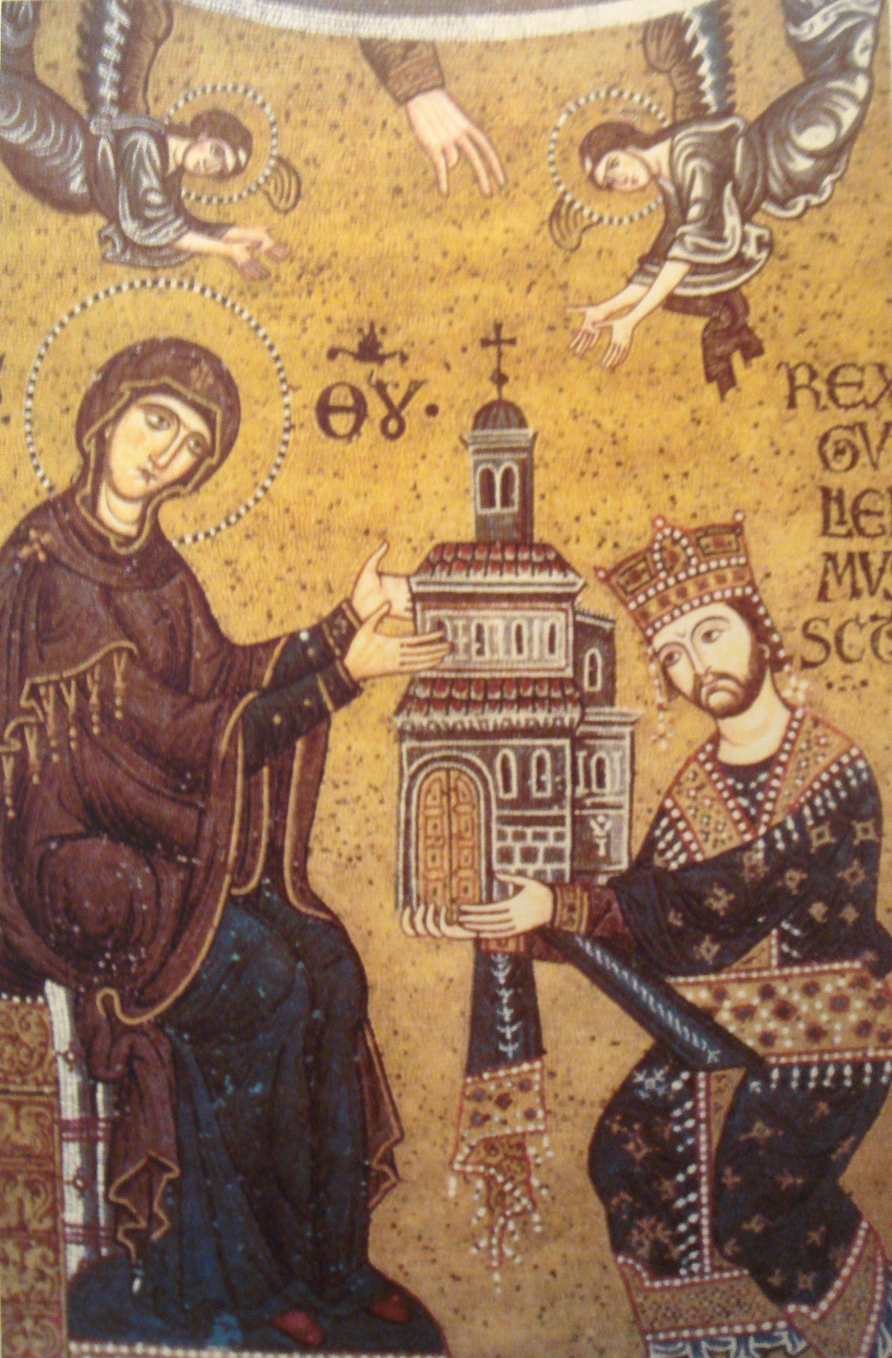
古列尔莫二世将蒙雷阿莱主教座堂奉献给圣母
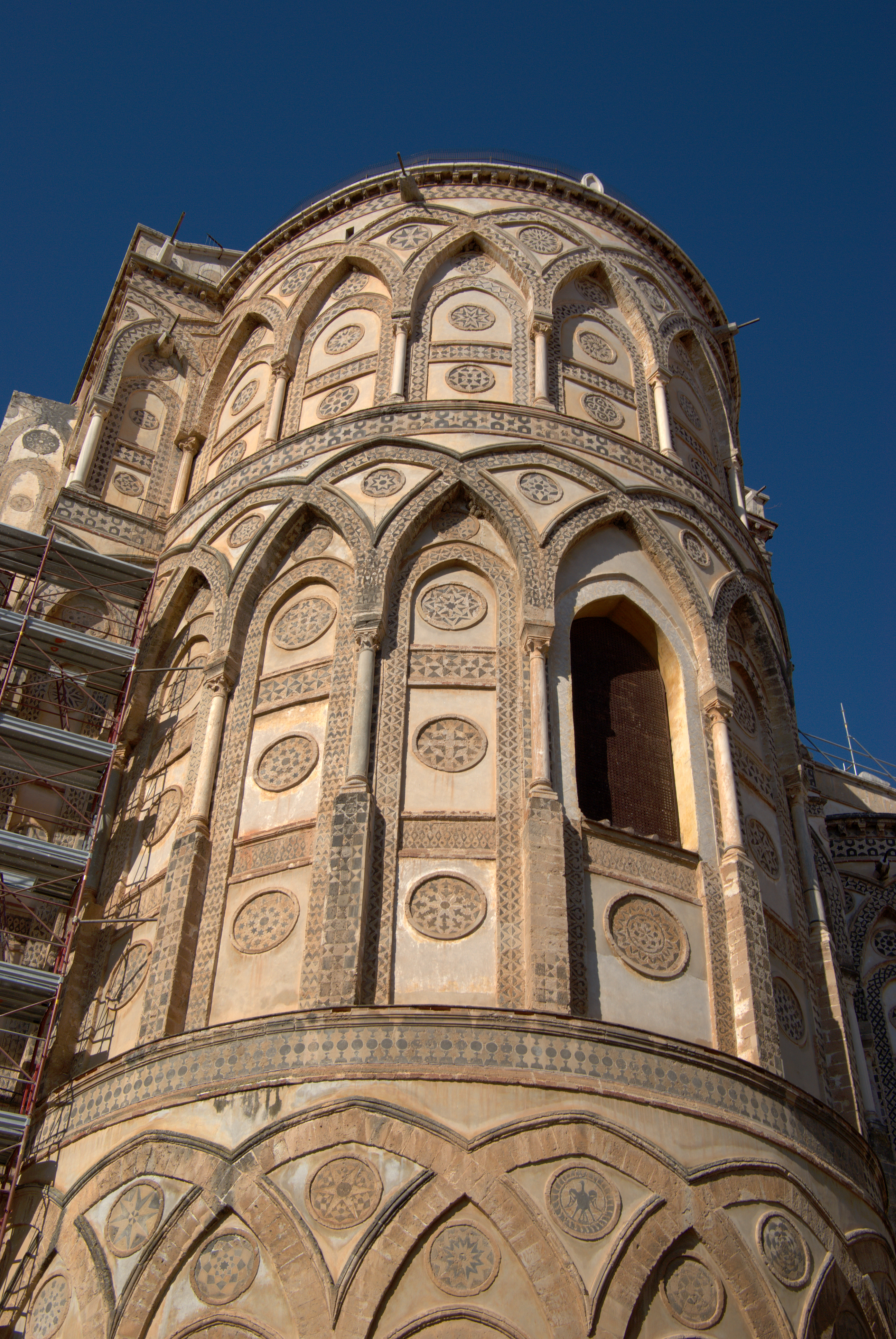
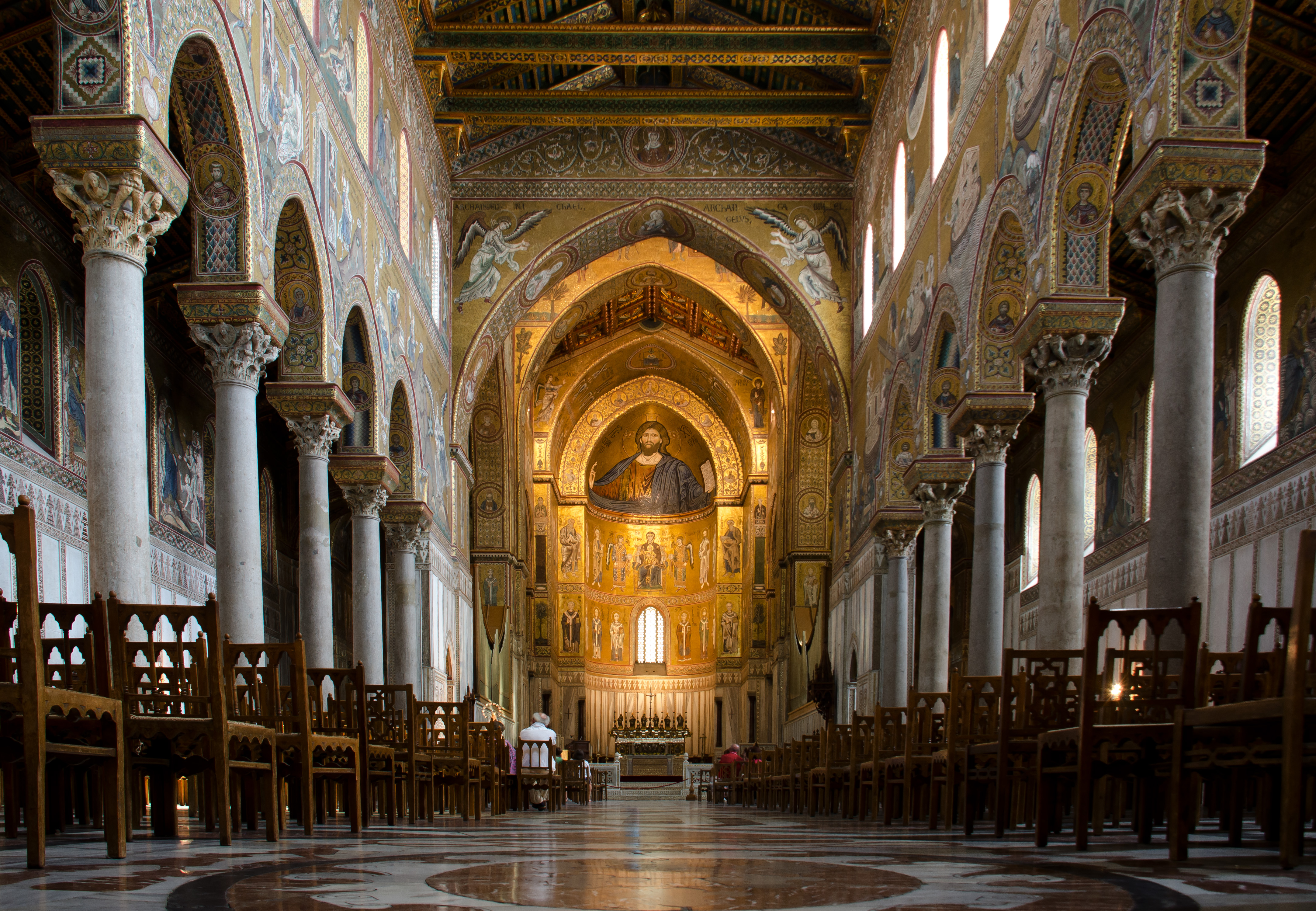
内部
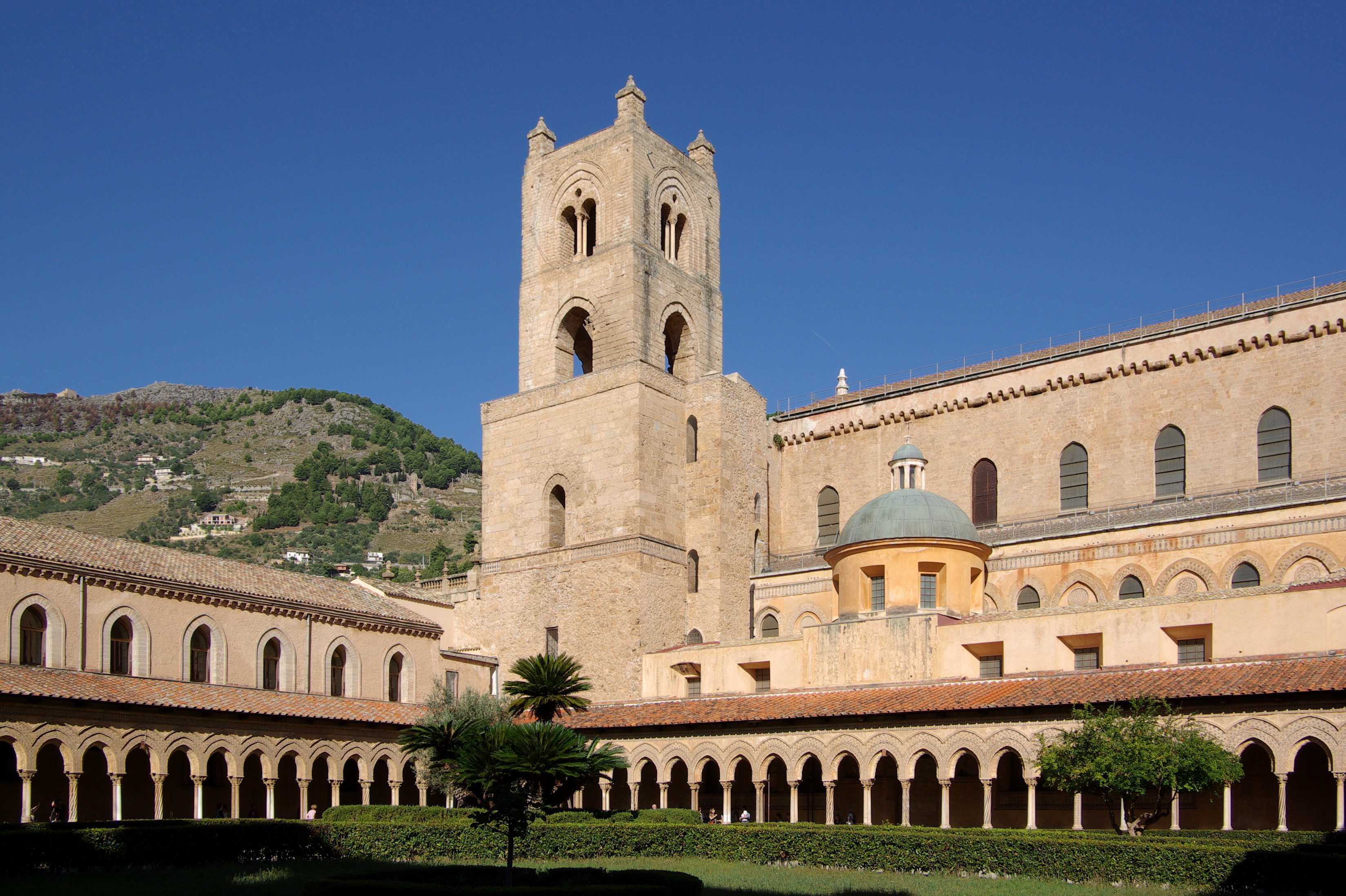
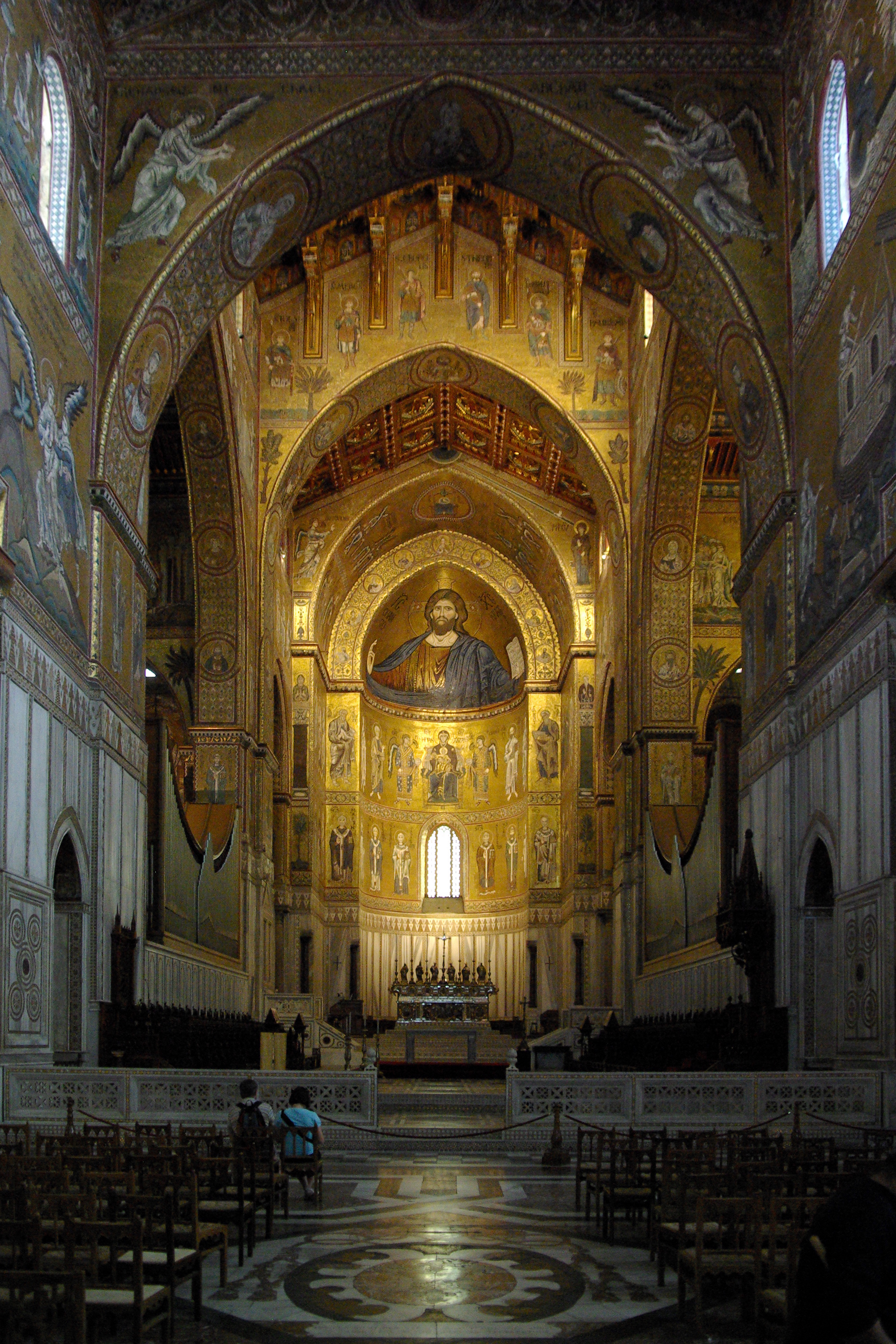
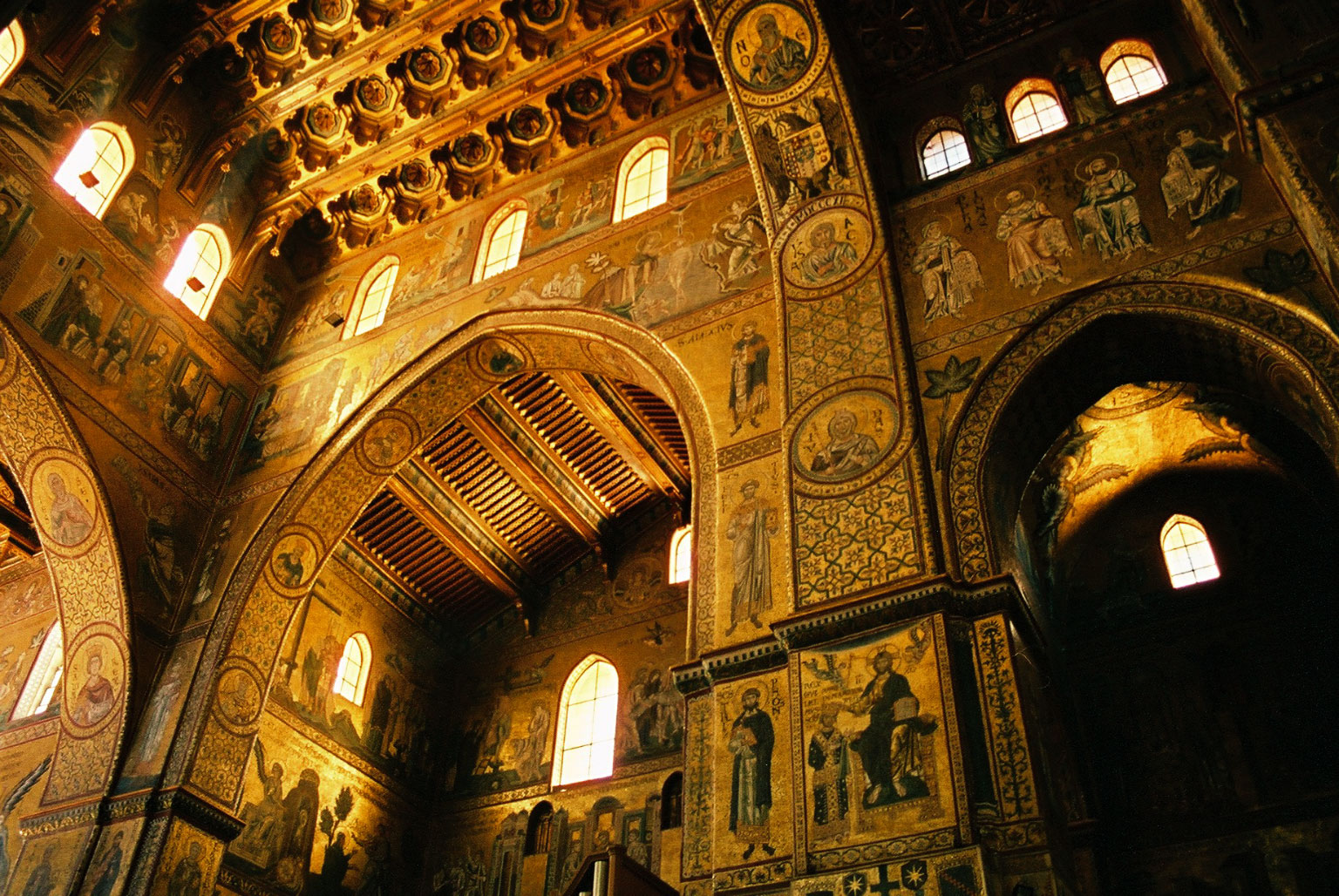
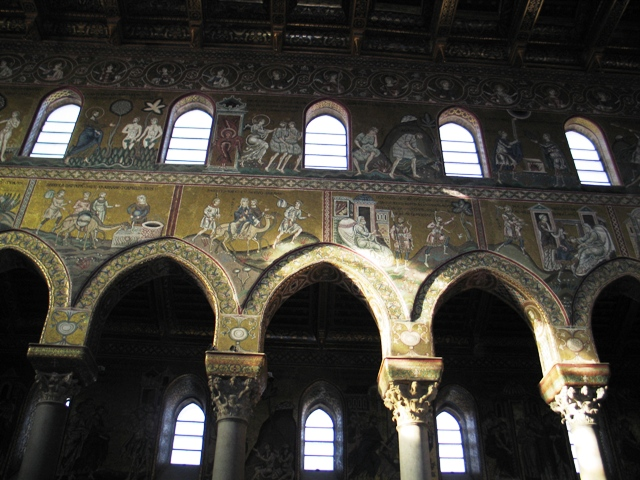
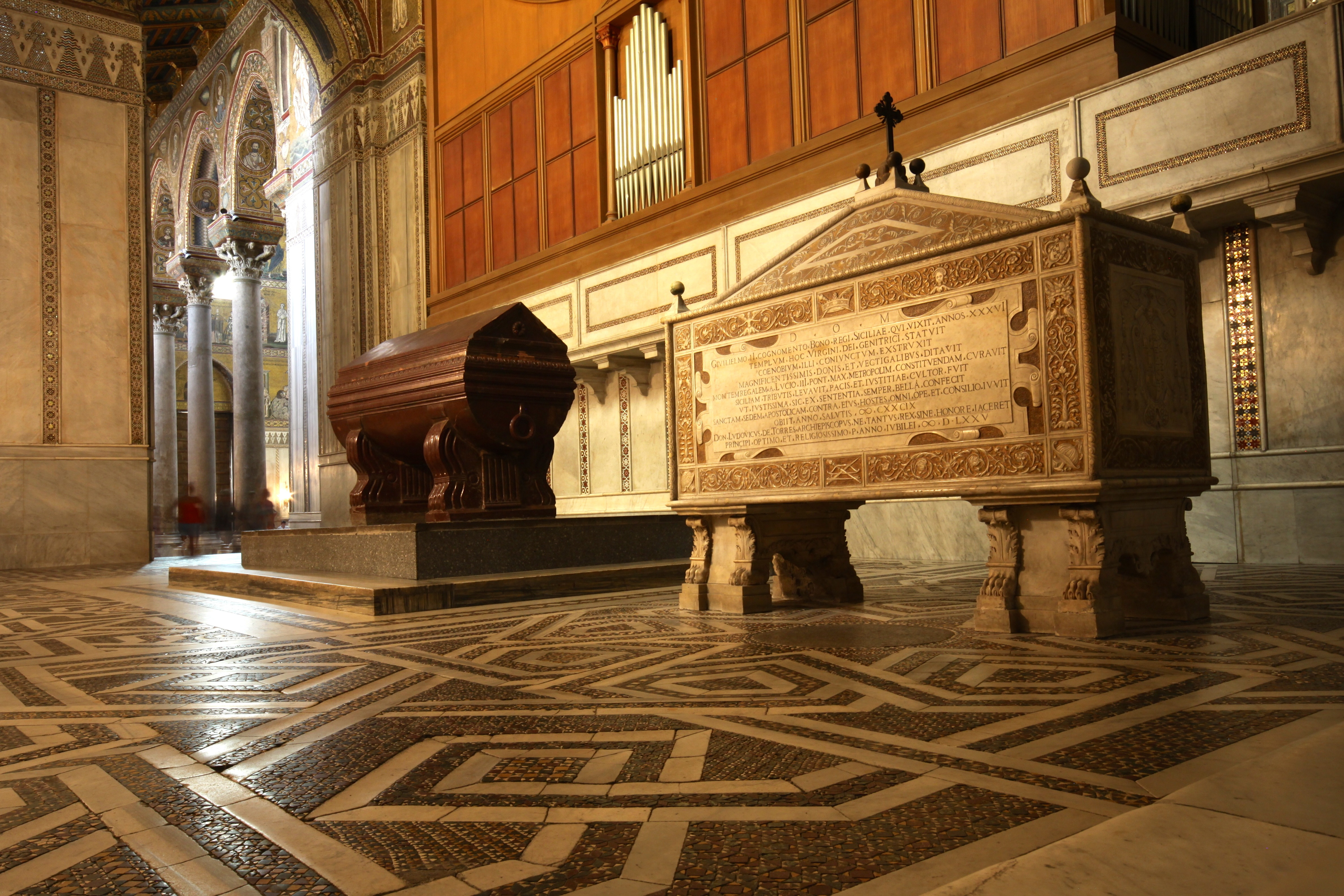
古列尔莫一世和古列尔莫二世石棺
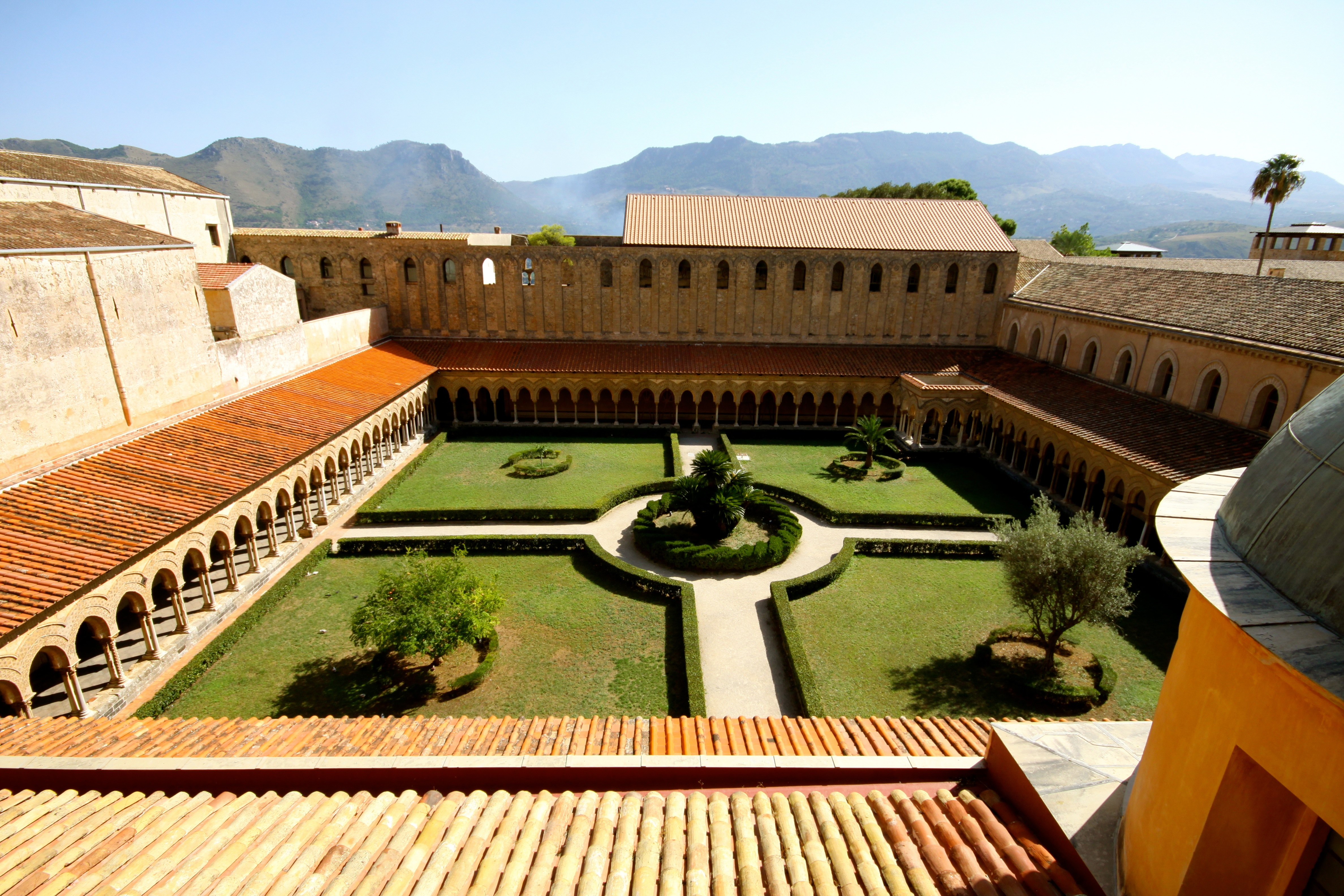